# Catapoecilma callone
Catapoecilma callone är en fjärilsart som beskrevs av Hans Fruhstorfer 1915. Catapoecilma callone ingår i släktet Catapoecilma och familjen juvelvingar. Inga underarter finns listade i Catalogue of Life.